# GlobalFoundries
GlobalFoundries Inc. é uma empresa multinacional de fabricação e design de semicondutores, incorporada nas Ilhas Cayman e sediada em Malta, Nova Iorque. Criada pela desinvestimento do braço de fabricação da AMD, a empresa era de propriedade privada da Mubadala Investment Company, um fundo soberano dos Emirados Árabes Unidos, até uma oferta pública inicial (IPO) em outubro de 2021.
A empresa fabrica circuitos integrados em wafers projetados para mercados como dispositivos móveis inteligentes, automotivo, aeroespacial e defesa, internet das coisas (IoT) para o consumidor e para data centers e infraestrutura de comunicações.
Em 2023, a GlobalFoundries era a terceira maior fundição de semicondutores em receita. É a única com operações em Singapura, na União Europeia e nos Estados Unidos: uma 200 mm e uma 300 planta de fabricação de wafers de mm em Singapura; uma de 300 mm planta em Dresden, Alemanha; uma de 200 mm em Essex Junction, Vermont (onde é o maior empregador privado) e uma fábrica de 300 planta mm em Malta, Nova York.
A GlobalFoundries é uma "Fundição Confiável" do governo federal dos EUA e tem designações semelhantes em Singapura e na Alemanha, incluindo o padrão internacional certificado Common Criteria (ISO 15408, CC Versão 3.1).
Em 28 de outubro de 2021, a empresa vendeu ações em um IPO na bolsa de valores Nasdaq a US$ 47 cada, no limite superior de sua faixa de preço-alvo, e arrecadou cerca de US$ 2,6 bilhões.

## História
Em 7 de outubro de 2008, a Advanced Micro Devices (AMD) anunciou que planejava deixar de fabricar produtos e transformar seu negócio de fabricação de semicondutores em uma nova empresa temporariamente chamada The Foundry Company. A Mubadala anunciou que sua subsidiária Advanced Technology Investment Company (ATIC) concordou em pagar US$ 700 milhões para aumentar sua participação no negócio de fabricação de semicondutores da AMD para 55,6% (acima de 8,1%). A Mubadala investirá US$ 314 milhões em 58 milhões de novas ações, aumentando sua participação na AMD para 19,3%. US$ 1,2 bilhão da dívida da AMD será transferida para a The Foundry Company. Em 8 de dezembro de 2008, foram anunciadas emendas. A AMD deterá aproximadamente 34,2 por cento e a ATIC deterá aproximadamente 65,8 por cento da The Foundry Company.
Em 4 de março de 2009, a GlobalFoundries foi anunciada oficialmente. Em 7 de setembro de 2009, a ATIC anunciou que iria adquirir a Chartered Semiconductor, sediada em Singapura, por S$ 2,5 bilhões (US$ 1,8 bilhão) e integrar a Chartered Semiconductor na GlobalFoundries. Em 13 de janeiro de 2010, a GlobalFoundries anunciou que havia finalizado a integração da Chartered Semiconductor.
Em 4 de março de 2012, a AMD anunciou que alienou sua participação final de 14 por cento na empresa, o que concluiu o plano plurianual da AMD para alienar seu braço de fabricação.
Em 20 de outubro de 2014, a IBM anunciou a venda de seu negócio de microeletrônica para a GlobalFoundries.
Em 2015, a empresa possuía dez fábricas. A Fab 1 fica em Dresden, Alemanha. As fábricas 2 a 7 estão em Singapura. As Fabs 8 a 10 estão no nordeste dos Estados Unidos. Esses sites são apoiados por uma rede global de P&D, capacitação de design e suporte ao cliente em Singapura, China, Taiwan, Japão, Índia, Estados Unidos, Alemanha e Reino Unido. Em fevereiro de 2017, a empresa anunciou uma nova 300 Fab [Fab 11] na China para o crescente mercado de semicondutores na China.
Em 2016, a GlobalFoundries licenciou o processo FinFET 14LPP de 14 nm da Samsung Electronics. Em 2018, a GlobalFoundries desenvolveu o nó 12LP de 12 nm com base no processo 14LPP de 14 nm da Samsung.
Em 27 de agosto de 2018, a GlobalFoundries anunciou que havia cancelado seu processo 7LP devido a uma mudança de estratégia para focar em processos especializados em vez de desempenho de ponta.
Em 29 de janeiro de 2019, a AMD anunciou um acordo de fornecimento de wafer alterado com a GlobalFoundries. A AMD agora tem flexibilidade total para compras de wafers de qualquer fundição a 7 nm ou além. A AMD e a GlobalFoundries concordaram com compromissos e preços em 12 nm para 2019 a 2021.
Em 20 de maio de 2019, o Marvell Technology Group anunciou que adquiriria a Avera Semi da GlobalFoundries por US$ 650 milhões e potencialmente mais US$ 90 milhões. A Avera Semi era a divisão de Soluções ASIC da GlobalFoundries, que fazia parte do negócio de fabricação de semicondutores da IBM. Em 1 de fevereiro de 2019, a GlobalFoundries anunciou a venda de US$ 236 milhões de sua Fab 3E em Tampines, Singapura, para a Vanguard International Semiconductor (VIS), como parte de seu plano de sair do negócio de MEMS até 31 de dezembro de 2019. Em 22 de abril de 2019, a GlobalFoundries anunciou a venda de US$ 430 milhões de sua Fab 10 em East Fishkill, Nova York, para a ON Semiconductor. A GlobalFoundries recebeu US$ 100 milhões e receberá US$ 330 milhões no final de 2022, quando a ON Semiconductor assumirá o controle operacional total. A fábrica de 300 mm é capaz de 65 nm a 40 nm e fazia parte da IBM. Em 15 de agosto de 2019, a GlobalFoundries anunciou um acordo de fornecimento plurianual com a Toppan Photomasks. O acordo incluiu a aquisição pela Toppan da unidade de fotomáscaras da GlobalFoundries em Burlington.
Em fevereiro de 2020, a GlobalFoundries anunciou que sua memória magnetoresistiva não volátil incorporada (eMRAM) entrou em produção, sendo a primeira eMRAM pronta para produção do setor.
Em maio de 2020, a GlobalFoundries declarou que estava abandonando totalmente seus planos de abrir a Fab 11 em Chengdu, China, devido à suposta rivalidade entre esta última e os EUA. Isso aconteceu três anos depois que o fabricante anunciou que investiria US$ 10 bilhões para abrir a nova fábrica. Mas a fábrica nunca foi colocada online.
Em 26 de abril de 2021, a GlobalFoundries anunciou que, com efeito imediato, estava transferindo sua sede global de Santa Clara, Califórnia, para seu campus em Malta, Nova York (sede da Fab 8).
Em agosto de 2022, o Google expandiu seus esforços de design e fabricação de chips de código aberto por meio de parceria com a GlobalFoundries para desenvolver um kit de design de processo (PDK) de código aberto com base no nó de 180 nm da fundição. Em 31 de outubro, o Google anunciou que patrocinaria o lançamento gratuito do OpenMPW (multi-project wafer) nos próximos meses.
A GlobalFoundries foi patrocinadora ouro do Special Olympics Vermont Penguin Plunge, que arrecadou mais de US$ 500.000 em 2022 para apoiar os atletas de Vermont.
Em fevereiro de 2023, a GlobalFoundries assinou um acordo para se tornar a fornecedora exclusiva de chips semicondutores produzidos nos EUA para a General Motors em meio a uma mudança contínua para veículos elétricos, no que foi chamado de um acordo "pioneiro na indústria". Isso ajudaria a General Motors a reduzir a quantidade de chips diferentes necessários em seus veículos. As empresas planejaram a produção em Malta, Nova York. O acordo não criaria novos empregos imediatamente, mas garantiria estabilidade no fornecimento de chips. Na altura do anúncio, o CEO da GlobalFoundries, Thomas Caufield, disse que o efeito total deste aumento na produção seria visto dentro de dois a três anos.
Em 21 de setembro de 2023, o Departamento de Defesa dos EUA (DoD) concedeu à GlobalFoundries um contrato de 10 anos para o fornecimento de semicondutores fabricados com segurança para aplicações críticas aeroespaciais e de defesa. Com um prêmio inicial de US$ 17,3 milhões e um teto de gastos geral de US$ 3,1 bilhões em 10 anos, este acordo garante que o DoD e seus contratados tenham acesso aos semicondutores fabricados nos EUA pela GF. Este contrato também fornece acesso ao ecossistema de design da GF, bibliotecas de PI e tecnologias avançadas.[carece de fontes?]
Em novembro de 2024, a GF pagou US$ 500.000 ao Departamento de Comércio dos Estados Unidos por remessas não licenciadas de US$ 17 milhões em produtos para uma entidade sancionada relacionada à Semiconductor Manufacturing International Corporation.

### Expansão e Investimento sob o CHIPS e a Lei da Ciência
Em fevereiro de 2024, o Departamento de Comércio dos EUA anunciou um investimento planejado de US$ 1,5 bilhão na GF como parte do CHIPS and Science Act, tornando a GF a beneficiária do primeiro grande prêmio da iniciativa de financiamento. Este investimento significativo deverá reforçar os esforços da GF para expandir e introduzir novas capacidades de fabrico, melhorando assim a produção de semicondutores essenciais para os sectores automóvel, IoT, aeroespacial, defesa e outros sectores vitais.

### GlobalFoundries v. TSMC et al(2019)
Em 26 de agosto de 2019, a GlobalFoundries entrou com ações judiciais por violação de patente contra a TSMC e alguns clientes da TSMC nos EUA e na Alemanha. A GlobalFoundries alega que os nós de 7 nm, 10 nm, 12 nm, 16 nm e 28 nm da TSMC infringiram 16 de suas patentes. Foram movidas ações judiciais na Comissão de Comércio Internacional dos EUA, nos Tribunais Distritais Federais dos EUA nos Distritos de Delaware, no Distrito Ocidental do Texas, nos Tribunais Regionais de Düsseldorf e Mannheim na Alemanha. A GlobalFoundries nomeou 20 réus: Apple, Broadcom, MediaTek, Nvidia, Qualcomm, Xilinx, Arista, ASUS, BLU, Cisco, Google, Hisense, Lenovo, Motorola, TCL, OnePlus, Avnet/EBV, Digi-Key e Mouser. Em 27 de agosto, a TSMC anunciou que estava revisando as reclamações apresentadas, mas está confiante de que as alegações são infundadas e defenderá vigorosamente sua tecnologia proprietária.
Em 1º de outubro de 2019, a TSMC entrou com ações judiciais por violação de patente contra a GlobalFoundries nos EUA, Alemanha e Singapura. A TSMC alegou que os nós de 12 nm, 14 nm, 22 nm, 28 nm e 40 nm da GlobalFoundries violaram 25 de suas patentes.
Em 29 de outubro de 2019, a TSMC e a GlobalFoundries anunciaram uma resolução para a disputa. As empresas concordaram com uma nova licença cruzada de vida útil de patentes para todas as suas patentes de semicondutores existentes, bem como novas patentes a serem registradas pelas empresas nos próximos dez anos.

### Lista de CEOs da GlobalFoundries
- Doug Grose (2009–2011)[55]
- Ajit Manocha (2011–2014)
- Sanjay Jha (2014–2018)[56]
- Tom Caulfield (2018–presente)[57]

## Fundições de fabricação em operação
| Nome    | Wafer  | Localização                                                               | Localização geográfica       | Processo                         |
| ------- | ------ | ------------------------------------------------------------------------- | ---------------------------- | -------------------------------- |
| Fab 1   | 300 mm | Dresden, Alemanha                                                         | 51° 07′ 30″ N, 13° 42′ 58″ L | 55, 45, 40, 32, 28, 22 nm, 12 nm |
| Fab 2   | 200 mm | Woodlands, Singapura                                                      | 1° 26′ 10″ N, 103° 45′ 58″ L | 600–350 nm                       |
| Fab 3/5 | 200 mm | Woodlands, Singapura                                                      | 1° 26′ 10″ N, 103° 45′ 58″ L | 350–180 nm                       |
| Fab 3E  | 200 mm | Tampines, Singapura (2019: vendido para VIS)                              | 1° 22′ 16″ N, 103° 55′ 44″ L | 180 nm                           |
| Fab 6   | 200 mm | Woodlands, Singapura (convertido para 300 mm e fundido na Fab 7)          | 1° 26′ 10″ N, 103° 45′ 58″ L | 180–110 nm                       |
| Fab 7   | 300 mm | Woodlands, Singapura                                                      | 1° 26′ 10″ N, 103° 45′ 58″ L | 130–40 nm                        |
| Fab 8   | 300 mm | Luther Forest Technology Campus, Saratoga County, New York, United States | 42° 58′ 12″ N, 73° 45′ 22″ O | 28, 20, 14 nm                    |
| Fab 9   | 200 mm | Essex Junction, Vermont, Estados Unidos                                   | 44° 29′ N, 73° 06′ O         | 350–90 nm                        |

### Instalações de fabricação de 300 mm

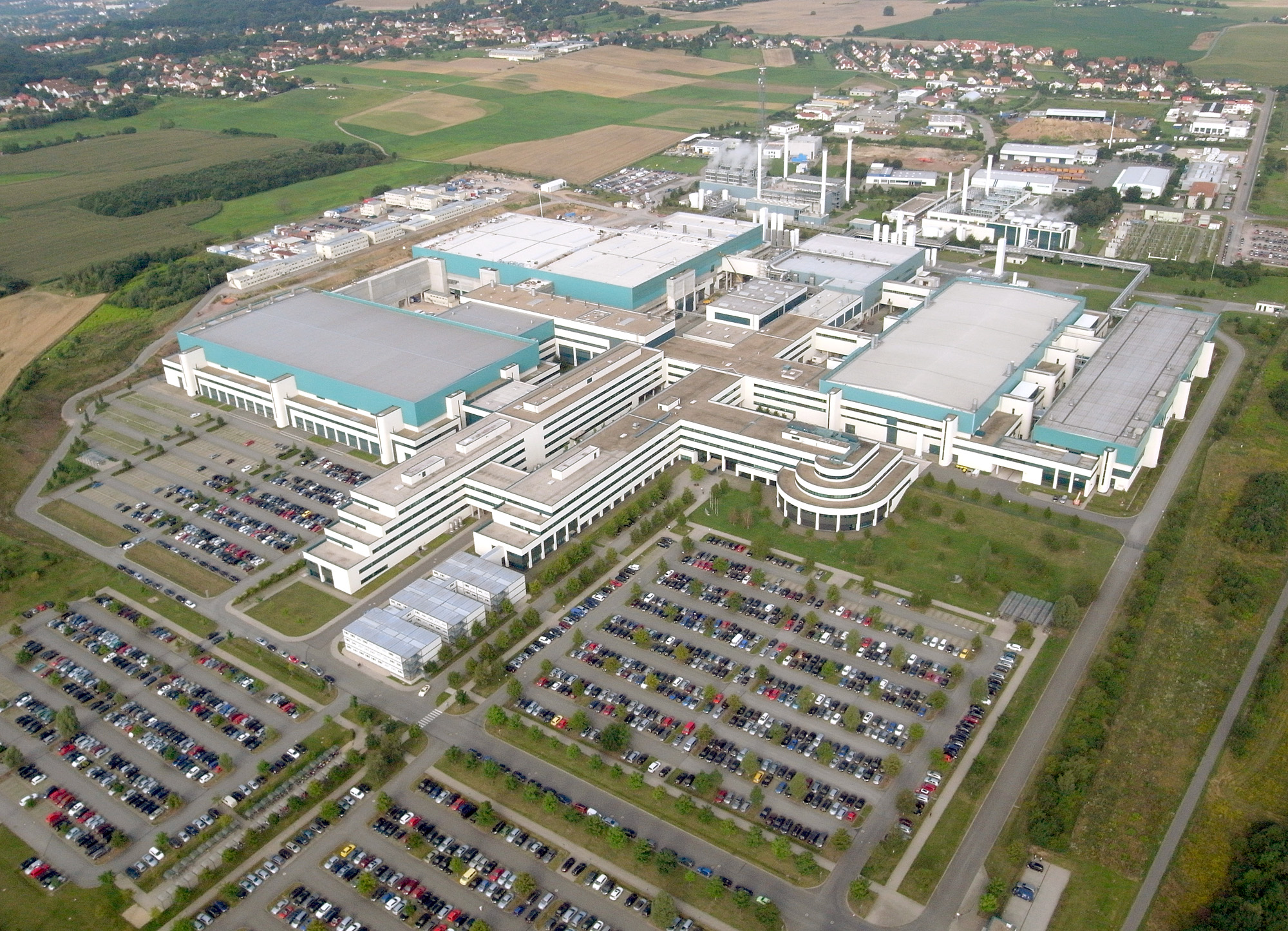
GlobalFoundries Fab 1 em Dresden

#### Fab 1
A Fab 1, localizada em Dresden, Alemanha, é uma planta de 364.512m2 que foi transferida para a GlobalFoundries em seu início: a Fab 36 e Fab 38 foram renomeadas como Module 1 e Module 2, respectivamente. Cada módulo pode produzir 25.000 wafers de 300 mm de diâmetro por mês.
O module 1 é uma instalação de produção de wafers de 300 mm. É capaz de fabricar wafers a 40 nm, 28 nm BULK e 22 nm FDSOI. O module 2 foi originalmente chamado de "(AMD) Fab 30" e era uma fábrica de 200 mm produzindo 30.000 saídas de wafer por mês, mas agora foi convertido em uma fábrica de wafer de 300 mm. Junto com outras extensões de sala limpa, como o Anexo, eles têm uma capacidade máxima total de 80.000 wafers de 300 mm/mês (180.000 wafers 200 mm/mês equivalente), usando tecnologias de 45 nm e abaixo.
Em setembro de 2016, a GlobalFoundries anunciou que a Fab 1 seria reformada para produzir produtos de silício totalmente empobrecido sobre isolante (FDSOI) de 12 nm. A empresa esperava que os produtos dos clientes começassem a ser produzidos no primeiro semestre de 2019.
Em 2020, a fábrica de Dresden tinha uma capacidade de 300.000 wafers por ano.
Em 2023, foi anunciado que a GlobalFoundries planeja investir US$ 8 bilhões em sua unidade de Dresden, dobrando a capacidade de sua maior unidade de produção.

#### Fab 7
A Fab 7, localizada em Woodlands, Singapura, é uma Fab operacional de 300 mm, originalmente de propriedade da Chartered Semiconductor. Ela produz wafers de 130 nm a 40 nm em processos CMOS e SOI em massa. Ela tem uma capacidade máxima total de 50.000 wafers de 300 mm/mês (equivalente a 112.500 wafers de 200 mm/mês), usando tecnologia de 130 a 40 nm.
15/04/2021 A capacidade alvo da Fab 7 será expandida para 70–80kpcs/M.

#### Fab 8
A Fab 8, localizada no Luther Forest Technology Campus, Condado de Saratoga, Nova York, Estados Unidos, é uma fábrica de 300 mm. Esta planta de fabricação foi construída pela GF como uma fábrica de campo verde para tecnologias avançadas. Ela é capaz de fabricar tecnologia de nó de 14 nm. A construção da planta começou em julho de 2009 e a empresa iniciou a produção em massa em 2012. Ela tem uma capacidade máxima de fabricação de 60.000 wafers de 300 mm/mês, ou o equivalente a mais de 135.000 wafers de 200 mm/mês. Em setembro de 2016, a GlobalFoundries anunciou que faria um investimento multibilionário para reformar a Fab 8 para produzir peças FinFET de 7 nm a partir do segundo semestre de 2018. O processo foi planejado para usar inicialmente litografia ultravioleta profunda e, eventualmente, fazer a transição para litografia ultravioleta extrema.
No entanto, em agosto de 2018, a GlobalFoundries tomou a decisão de suspender o desenvolvimento de 7 nm e a produção planejada, citando os custos inacessíveis para equipar a Fab 8 para a produção de 7 nm. A GlobalFoundries manteve aberta a possibilidade de retomar as operações de 7 nm no futuro se recursos adicionais pudessem ser garantidos. A partir dessa decisão, a GlobalFoundries executou uma mudança na estratégia da empresa para concentrar mais esforços na fabricação e P&D de FD-SOI. A Fab 8 desempenha uma função crucial para fornecer à AMD (Advanced Micro Devices) wafers de CPU para suas linhas de CPUs Ryzen, Threadripper e Epyc baseadas em Zen. As CPUs Zen originais e Zen+ são de um design monolítico que foram produzidas nas instalações da GlobalFoundries em Malta, NY. No futuro, a AMD buscou um design de chiplet com a série Zen 2. Os processadores de desktop e servidor Zen 2 consistem em um chip de I/O fabricado de 14/12 nm cercado por um número de chips de núcleo de 7 nm. Quando a GlobalFoundries anunciou a suspensão das operações de 7 nm, a AMD executou uma mudança nos planos de transferência da produção dos núcleos de 7 nm para a TSMC (Taiwan Semiconductor Manufacturing Company). Houve especulação em alguns setores sobre onde a fabricação dos núcleos ocorreria. Na teleconferência financeira do quarto trimestre de 2018 da AMD, que ocorreu em 29 de janeiro de 2019, a CEO da AMD, Lisa Su, anunciou que o WSA (Wafer Supply Agreement) que rege a produção e aquisição pela AMD da GlobalFoundries havia sido alterado pela sétima vez. A alteração declarou que a AMD continuaria a adquirir nós de 12 nm e acima da GlobalFoundries, ao mesmo tempo em que daria à AMD latitude para comprar wafers fabricados com nós de 7 nm de qualquer fonte, livre de pagar royalties. O acordo será válido até 2024 e garante que a GlobalFoundries terá trabalho para sua fábrica em Malta durante esse período. Os compromissos de preços para wafers são válidos até 2021, quando é provável que o WSA seja alterado novamente.

#### Acreditação como Trusted Supplier
Em maio de 2023, o Departamento de Defesa dos EUA (Department of Defense, DoD), por meio do Defense Microelectronics Activity (DMEA), Trusted Access Program Office (TAPO), credenciou a unidade de fabricação avançada da GlobalFoundries em Malta, Nova York, como um Fornecedor Confiável de Categoria 1A. Esta acreditação permite que a GlobalFoundries fabrique semicondutores seguros para uma ampla gama de aplicações críticas aeroespaciais e de defesa.

#### Fab 10
Fab 10, localizada em East Fishkill, Nova Iorque, Estados Unidos, era anteriormente conhecida como IBM Building 323. Tornou-se parte das operações da GlobalFoundries com a aquisição da IBM Microelectronics. Atualmente, fabrica tecnologia até o nó de 14 nm. Em abril de 2019, foi anunciado que esta fábrica foi vendida para a ON Semiconductor por US$ 430 milhões. A instalação será transferida dentro de três anos.
Em 10 de fevereiro de 2023, a Onsemi concluiu com sucesso a aquisição do local de 300 mm da GF em East Fishkill, Nova York, e da unidade de fabricação.

### Instalações de fabricação de 200 mm
Todas as fábricas de 200 mm, exceto a Fab 9, estão localizadas em Singapura e eram originalmente de propriedade da Chartered Semiconductor.

#### Fab 2
Fab 2, localizada em Woodlands, Singapura. Esta fab é capaz de fabricar wafers de 600 a 350 nm para uso em produtos IC automotivos selecionados, IC de gerenciamento de energia de alta tensão e produtos de sinal misto.

#### Fab 3/5
Fab 3/5, localizada em Woodlands, Singapura. Esta fab é capaz de fabricar wafers de 350 a 180 nm para uso em CIs de alta tensão para drivers de display de painel pequeno e módulos de gerenciamento de energia móvel.

#### Fab 3E
Fab 3E, localizada em Tampines, Singapura. Esta fab produz wafers de 180 nm para uso em produtos IC automotivos selecionados, IC de gerenciamento de energia de alta tensão e produtos de sinal misto com tecnologia de memória não volátil incorporada.
Em janeiro de 2019, a GlobalFoundries anunciou que havia concordado em vender sua Fab 3E em Singapura para a Vanguard International Semiconductor Corporation, com a transferência de propriedade programada para ser concluída em 31 de dezembro de 2019.

#### Fab 6
A Fab 6 localizada em Woodlands, Singapura, é uma instalação de fabricação de cobre que é capaz de fabricar produtos CMOS e RFCMOS integrados para aplicações como dispositivos Wi-Fi e Bluetooth em processos de 180 a 110 nm. A instalação foi posteriormente convertida para 300 mm e fundida com a Fab 7, uma instalação para fabricação de produtos com base no nó de 300 nm.

#### Fab 9
A Fab 9, localizada na vila de Essex Junction, Vermont, Estados Unidos, perto da maior cidade de Vermont, Burlington, tornou-se parte das operações da GlobalFoundries com a aquisição da IBM Microelectronics. A fab fabrica tecnologias até o nó de 90 nm e é o maior empregador privado no estado de Vermont. O local também hospedou uma loja de máscaras cativa, com esforços de desenvolvimento até o nó de 7 nanômetros, até ser vendida para a Toppan em 2019.

## Fusões e aquisições

### Semicondutor credenciado
O investidor majoritário da GlobalFoundries, a Advanced Technology Investment Co. de Abu Dhabi, anunciou em 6 de setembro de 2009 que concordou em adquirir a Chartered Semiconductor Manufacturing Co. Ltd., sediada em Singapura, por um total de US$ 3,9 bilhões, com as operações da Chartered sendo incorporadas à GlobalFoundries.
Chartered Semiconductor é membro da Common Platform, a aliança de tecnologia de semicondutores da IBM. A GlobalFoundries é parceira JDA da Common Platform Technology Alliance.

### IBM Microelectronics
Em outubro de 2014, a GlobalFoundries recebeu US$ 1,5 bilhão da IBM para aceitar assumir a IBM Microelectronics, incluindo uma fábrica de 200 mm (agora Fab 9) em Essex Junction, Vermont, e uma fábrica de 300 mm (agora Fab 10) em East Fishkill, Nova York. Como parte do acordo, a GlobalFoundries será a única fornecedora de chips de processador de servidor da IBM pelos próximos 10 anos. O acordo foi fechado em 1º de julho de 2015. Os funcionários da IBM-Índia que se mudaram para a GlobalFoundries como parte da aquisição agora fazem parte de seu escritório em Bangalore.
Em abril de 2019, a ON Semiconductor e a GlobalFoundries anunciaram um acordo de 430 milhões de dólares para transferir a propriedade da Fab 10 de 300 mm da GlobalFoundries em East Fishkill, Nova Iorque, para a ON Semiconductor.
Em 2021 e 2023, a GlobalFoundries processou a IBM por disputas de propriedade intelectual envolvendo acordos da IBM com a Intel e a Rapidus.

## Tecnologia de processo
O processo FD-SOI de 22 nm da GlobalFoundries é secundado pela STMicroelectronics. A STMicroelectronics assinou um acordo de fornecimento e licenciamento com a Samsung para a mesma tecnologia posteriormente.
O processo FinFET de 14 nm 14LPP da GlobalFoundries é de segunda fonte da Samsung Electronics. Os nós FinFET de 12 nm da GlobalFoundries são baseados no processo 14 nm 14LPP da Samsung.
| Nome do nó   | Nó ITRS (nm) | Data de introdução | Tamanho do Wafer (mm)  | Litografia (comprimento de onda) | Tipo de transistor | Gate pitch (nm) | Metal 1 pitch (nm) | Densidade de bit SRAM (μm2) |
| ------------ | ------------ | ------------------ | ---------------------- | -------------------------------- | ------------------ | --------------- | ------------------ | --------------------------- |
| 4S           | 600          | 1993               | 200 Bulk               | –                                | Planar             | –               | –                  | –                           |
| CS-24        | 500          | 1993               | Bulk                   | –                                | Planar             | –               | –                  | –                           |
| 5L           | 500          | –                  | 200 Bulk               | –                                | Planar             | –               | –                  | –                           |
| 5S           | 500          | 1994               | 200 Bulk               | –                                | Planar             | –               | –                  | –                           |
| SiGe 5HP     | 500          | 2001               | 200                    | –                                | Planar             | –               | –                  | –                           |
| SiGe 5AM     | 500          | 2001               | 200                    | –                                | Planar             | –               | –                  | –                           |
| SiGe 5DM     | 500          | 2002               | 200                    | –                                | Planar             | –               | –                  | –                           |
| SiGe 5PA     | 500          | 2002               | 200                    | –                                | Planar             | –               | –                  | –                           |
| 5X           | 450          | 1994               | 200 Bulk               | –                                | Planar             | –               | –                  | –                           |
| CS-34        | 350          | 1995               | Bulk                   | –                                | Planar             | –               | –                  | –                           |
| SiGe 5HPE    | 350          | 2001               | 200                    | –                                | Planar             | –               | –                  | –                           |
| SiGe 5PAe    | 350          | 2007               | 200                    | –                                | Planar             | –               | –                  | –                           |
| SiGe 5PAx    | 350          | 2016               | 200                    | –                                | Planar             | –               | –                  | –                           |
| SiGe 1KW5PAe | 350          | –                  | 200                    | –                                | Planar             | –               | –                  | –                           |
| SiGe 1K5PAx  | 350          | 2016               | 200                    | –                                | Planar             | –               | –                  | –                           |
| 6S           | 290          | 1996               | 200 Bulk               | –                                | Planar             | –               | –                  | –                           |
| CS-44        | 250          | 1998               | Bulk                   | Dry 248nm DUV                    | Planar             | –               | –                  | –                           |
| 6S2          | 250          | 1997               | 200 Bulk               | Dry 248nm DUV                    | Planar             | –               | –                  | –                           |
| 6SF          | 250          | –                  | 200 Bulk               | Dry 248nm DUV                    | Planar             | –               | –                  | –                           |
| 6X           | 250          | 1997               | 200 Bulk               | –                                | Planar             | –               | –                  | –                           |
| 6RF          | 250          | 2001               | 200 Bulk               | Dry 248nm DUV                    | Planar             | –               | –                  | –                           |
| 250SOI       | 250          | 1999               | 200 SOI                | Dry 248nm DUV                    | Planar             | –               | –                  | –                           |
| SiGe 6HP     | 250          | –                  | 200                    | Dry 248nm DUV                    | Planar             | –               | –                  | –                           |
| SiGe 6DM     | 250          | –                  | 200                    | Dry 248nm DUV                    | Planar             | –               | –                  | –                           |
| SiGe 6WL     | 250          | 2007               | 200                    | Dry 248nm DUV                    | Planar             | –               | –                  | –                           |
| 7S           | 220          | 1998               | 200 Bulk               | Dry 248nm DUV                    | Planar             | –               | –                  | –                           |
| 220SOI       | 220          | 1999               | 200 SOI                | Dry 248nm DUV                    | Planar             | –               | –                  | –                           |
| 7HV          | 180          | 2010               | 200                    | Dry 248nm DUV                    | Planar             | –               | –                  | –                           |
| 180 BCDLite  | 180          | 2011               | 200                    | Dry 248nm DUV                    | Planar             | –               | –                  | –                           |
| 180 UHV      | 180          | 2017               | 200                    | Dry 248nm DUV                    | Planar             | –               | –                  | –                           |
| 7SF          | 180          | 1999               | 200 Bulk               | Dry 248nm DUV                    | Planar             | –               | –                  | –                           |
| 7TG          | 180          | –                  | 200 Bulk               | Dry 248nm DUV                    | Planar             | –               | –                  | –                           |
| 7RF          | 180          | 2003               | 200 Bulk               | Dry 248nm DUV                    | Planar             | –               | –                  | –                           |
| 8S           | 180          | 2000               | 200 SOI                | Dry 248nm DUV                    | Planar             | –               | –                  | –                           |
| 7RF SOI      | 180          | 2007               | 200 RF-SOI, 300 RF-SOI | Dry 248nm DUV                    | Planar             | –               | –                  | –                           |
| 7SW RF SOI   | 180          | 2014               | 200 RF-SOI             | Dry 248nm DUV                    | Planar             | –               | –                  | –                           |
| SiGe 7WL     | 180          | 2003               | 200                    | Dry 248nm DUV                    | Planar             | –               | –                  | –                           |
| SiGe 7HP     | 180          | 2003               | 200                    | Dry 248nm DUV                    | Planar             | –               | –                  | –                           |
| 130 BCDLite  | 130          | 2014               | 300                    | Dry 248nm DUV                    | Planar             | –               | –                  | –                           |
| 130 BCD      | 130          | –                  | 300                    | Dry 248nm DUV                    | Planar             | –               | –                  | –                           |
| 8SF          | 130          | 2000               | 200 Bulk               | Dry 248nm DUV                    | Planar             | –               | –                  | –                           |
| 8SFG         | 130          | 2003               | 200 Bulk, 300 Bulk     | Dry 248nm DUV                    | Planar             | –               | –                  | –                           |
| 8RF          | 130          | 2003               | 200 Bulk, 300 Bulk     | Dry 248nm DUV                    | Planar             | –               | –                  | –                           |
| 130G         | 130          | –                  | 300 Bulk               | Dry 248nm DUV                    | Planar             | –               | –                  | –                           |
| 130LP        | 130          | –                  | 300 Bulk               | Dry 248nm DUV                    | Planar             | –               | –                  | –                           |
| 130LP/EE     | 130          | –                  | 300 Bulk               | Dry 248nm DUV                    | Planar             | –               | –                  | –                           |
| 110TS        | 130          | –                  | 300 Bulk               | Dry 248nm DUV                    | Planar             | –               | –                  | –                           |
| 9S           | 130          | 2000               | 200 SOI, 300 SOI       | Dry 248nm DUV                    | Planar             | –               | –                  | –                           |
| 130RFSOI     | 130          | 2015               | 300 RF-SOI             | Dry 248nm DUV                    | Planar             | –               | –                  | –                           |
| 8SW RF SOI   | 130          | 2017               | 300 RF-SOI             | Dry 248nm DUV                    | Planar             | –               | –                  | –                           |
| SiGe 8WL     | 130          | 2005               | 200                    | Dry 248nm DUV                    | Planar             | –               | –                  | –                           |
| SiGe 8HP     | 130          | 2005               | 200, 300               | Dry 248nm DUV                    | Planar             | –               | –                  | –                           |
| SiGe 8XP     | 130          | 2016               | 200                    | Dry 248nm DUV                    | Planar             | –               | –                  | –                           |
| 9SF          | 90           | 2004               | 300 Bulk               | Dry 193nm DUV                    | Planar             | –               | –                  | –                           |
| 9LP          | 90           | 2005               | 300 Bulk               | Dry 193nm DUV                    | Planar             | –               | –                  | –                           |
| 9RF          | 90           | –                  | 300 Bulk               | Dry 193nm DUV                    | Planar             | –               | –                  | –                           |
| 10S          | 90           | 2002               | 300 SOI                | Dry 193nm DUV                    | Planar             | –               | –                  | –                           |
| 90RFSOI      | 90           | 2004               | 300 RF-SOI             | Dry 193nm DUV                    | Planar             | –               | –                  | –                           |
| 90WG         | 90           | 2018               | 300                    | Dry 193nm DUV                    | Planar             | –               | –                  | –                           |
| 90WG+        | 90           | ?                  | 300                    | Dry 193nm DUV                    | Planar             | –               | –                  | –                           |
| SiGe 9HP     | 90           | 2014, 2018         | 200, 300               | Dry 193nm DUV                    | Planar             | –               | –                  | –                           |
| 10SF         | 65           | –                  | 300 Bulk               | Dry 193nm DUV                    | Planar             | –               | –                  | –                           |
| 10LP         | 65           | –                  | 300 Bulk               | Dry 193nm DUV                    | Planar             | –               | –                  | –                           |
| 65LPe        | 65           | 2009               | 300 Bulk               | Dry 193nm DUV                    | Planar             | –               | –                  | –                           |
| 65LPe-RF     | 65           | 2009               | 300 Bulk               | Dry 193nm DUV                    | Planar             | –               | –                  | –                           |
| 10RFe        | 65           | –                  | 300 Bulk               | Dry 193nm DUV                    | Planar             | –               | –                  | –                           |
| 11S          | 65           | 2006               | 300 SOI                | Dry 193nm DUV                    | Planar             | –               | –                  | –                           |
| 65RFSOI      | 65           | 2008               | 300 RF-SOI             | Dry 193nm DUV                    | Planar             | –               | –                  | –                           |
| 55 BCDLite   | 55           | 2018               | 300                    | Dry 193nm DUV                    | Planar             | –               | –                  | –                           |
| 55HV         | 55           | ?                  | 300                    | Dry 193nm DUV                    | Planar             | –               | –                  | –                           |
| 55 ULP       | 55           | –                  | 300 Bulk               | Dry 193nm DUV                    | Planar             | –               | –                  | –                           |
| 55LPe        | 55           | –                  | 300 Bulk               | Dry 193nm DUV                    | Planar             | –               | –                  | –                           |
| 55LPe-RF     | 55           | –                  | 300 Bulk               | Dry 193nm DUV                    | Planar             | –               | –                  | –                           |
| 55LPx        | 55           | –                  | 300 Bulk               | Dry 193nm DUV                    | Planar             | –               | –                  | –                           |
| 55RF         | 55           | –                  | 300 Bulk               | Dry 193nm DUV                    | Planar             | –               | –                  | –                           |
| 45LP         | 45           | –                  | 300 Bulk               | Wet 193nm DUV                    | Planar             | –               | –                  | –                           |
| 12S          | 45           | 2007               | 300 SOI                | Wet 193nm DUV                    | Planar             | –               | –                  | –                           |
| 45RFSOI      | 45           | 2017               | 300 RF-SOI             | Wet 193nm DUV                    | Planar             | –               | –                  | –                           |
| 45CLO        | 45           | 2021               | 300                    | Wet 193nm DUV                    | Planar             | –               | –                  | –                           |
| 40HV         | 40           | ?                  | 300                    | Wet 193nm DUV                    | Planar             | –               | –                  | –                           |
| 40LP         | 40           | –                  | 300 Bulk               | Wet 193nm DUV                    | Planar             | –               | –                  | –                           |
| 40LP-RF      | 40           | –                  | 300 Bulk               | Wet 193nm DUV                    | Planar             | –               | –                  | –                           |
| 32LP         | 32           | –                  | 300 Bulk               | Wet 193nm DUV, double patterning | Planar             | –               | –                  | –                           |
| 32SHP        | 32           | ?                  | 300 SOI                | Wet 193nm DUV, double patterning | Planar             | –               | –                  | –                           |
| 13S          | 32           | 2009               | 300 SOI                | Wet 193nm DUV, double patterning | Planar             | –               | –                  | –                           |
| 28HV         | 28           | 2019               | 300                    | Wet 193nm DUV, double patterning | Planar             | –               | –                  | –                           |
| 28LP         | 28           | 2009               | 300 Bulk               | Wet 193nm DUV, double patterning | Planar             | –               | –                  | –                           |
| 28SLP        | 28           | 2010               | 300 Bulk               | Wet 193nm DUV, double patterning | Planar             | –               | –                  | –                           |
| 28HP         | 28           | 2010               | 300 Bulk               | Wet 193nm DUV, double patterning | Planar             | –               | –                  | –                           |
| 28HPP        | 28           | 2011               | 300 Bulk               | Wet 193nm DUV, double patterning | Planar             | –               | –                  | –                           |
| 28SHP        | 28           | 2013               | 300 Bulk               | Wet 193nm DUV, double patterning | Planar             | –               | –                  | –                           |
| 28SLP RF     | 28           | 2015               | 300 Bulk               | Wet 193nm DUV, double patterning | Planar             | –               | –                  | –                           |
| 28FDSOI      | 28           | 2012               | 300 FD-SOI             | Wet 193nm DUV                    | Planar             | –               | –                  | –                           |
| 22FDX-ULP    | 22           | 2015               | 300 FD-SOI             | Wet 193nm DUV, double patterning | Planar             | –               | –                  | –                           |
| 22FDX-UHP    | 22           | 2015               | 300 FD-SOI             | Wet 193nm DUV, double patterning | Planar             | –               | –                  | –                           |
| 22FDX-ULL    | 22           | 2015               | 300 FD-SOI             | Wet 193nm DUV, double patterning | Planar             | –               | –                  | –                           |
| 22FDX-RFA    | 22           | 2017               | 300 FD-SOI             | Wet 193nm DUV, double patterning | Planar             | –               | –                  | –                           |
| 22FDX RF+    | 22           | 2021               | 300 FD-SOI             | Wet 193nm DUV, double patterning | Planar             | –               | –                  | –                           |
| 14LPP        | 14           | 2015               | 300 Bulk               | Wet 193nm DUV, double patterning | 3D (FinFET)        | 78              | 64                 | 0.09                        |
| 14HP         | 14           | 2017               | 300 SOI                | Wet 193nm DUV, double patterning | 3D (FinFET)        | –               | –                  | –                           |
| 12LP         | 12           | 2018               | 300 Bulk               | Wet 193nm DUV, double patterning | 3D (FinFET)        | –               | –                  | –                           |
| 12LP+        | 12           | 2019               | 300 Bulk               | Wet 193nm DUV, double patterning | 3D (FinFET)        | –               | –                  | –                           |

Número de processos listados aqui atualmente: 102